# Mauro Caviezel
Mauro Caviezel (ur. 18 sierpnia 1988 w Tomils) – szwajcarski narciarz alpejski, srebrny medalista mistrzostw świata juniorów.

## Kariera
Pierwszy raz na arenie międzynarodowej Mauro Caviezel pojawił się 4 grudnia 2003 roku w Sankt Moritz, gdzie w zawodach FIS Race w gigancie zajął 63. miejsce. W marcu 2006 roku brał udział w mistrzostwach świata juniorów w Quebecu, gdzie wywalczył srebrny medal w kombinacji. W zawodach tych rozdzielił na podium Austriaka Romeda Baumanna i Czecha Kryštofa Krýzla. Na tej samej imprezie był też między innymi szósty w zjeździe i dziewiąty w supergigancie. Na rozgrywanych rok później mistrzostwach świata juniorów w Altenmarkt zajął między innymi piąte miejsce w slalomie oraz siódme w supergigancie. Startował także na mistrzostwach świata juniorów w Formigal w 2008 roku, gdzie nie ukończył trzech konkurencji, a w zjeździe zajął 26. miejsce.
W zawodach Pucharu Świata zadebiutował 9 marca 2008 roku w Kranjskiej Gorze, gdzie nie ukończył rywalizacji w slalomie. Pierwsze pucharowe punkty wywalczył blisko trzy lata później, 17 stycznia 2011 roku w Wengen, zajmując dwunaste miejsce w superkombinacji. Najlepszy wynik w zawodach tego cyklu osiągnął 26 stycznia 2014 roku w Kitzbühel, gdzie był piąty w superkombinacji. Pierwszy raz na podium zawodów tego cyklu stanął 16 marca 2017 roku w Aspen, zajmując trzecie miejsce w supergigancie. W zawodach tych wyprzedzili go jedynie Austriak Hannes Reichelt i Włoch Dominik Paris, a trzecie miejsce zajął ex aequo Aleksander Aamodt Kilde z Norwegii.  W 2014 roku brał udział w igrzyskach olimpijskich w Soczi, zajmując 28. miejsce w gigancie, a rywalizacji w superkombinacji nie ukończył. Rok później wystartował na mistrzostwach świata w Beaver Creek, gdzie zajął siedemnaste miejsce w supergigancie.
Sezon 2017/2018 może zaliczyć jako najbardziej udany sezon w karierze - zajął najwyższe, 23. miejsce w klasyfikacji generalnej w karierze, a w klasyfikacji superkombinacji został sklasyfikowany na 5. miejscu. Startował na zimowych igrzyskach olimpijskich 2018 w Pjongczangu. Jego najlepszym wynikiem osiągniętym na tych igrzyskach była 12 lokata w superkombinacji. W sezonie 2018/2019 był siódmy w klasyfikacji generalnej, zajmując jednocześnie trzecie miejsce w klasyfikacjach supergiganta i superkombinacji. W kolejnym sezonie zdobył Małą Kryształową Kulę za zwycięstwo w klasyfikacji supergiganta. W klasyfikacji generalnej ponownie był siódmy.
W styczniu 2023 roku zakończył karierę.
Jego młodszy brat, Gino Caviezel również uprawia narciarstwo alpejskie.

## Osiągnięcia

### Igrzyska olimpijskie
| Miejsce | Dzień     | Rok  | Miejscowość | Konkurencja     | Czas biegu | Strata | Zwycięzca          |
| ------- | --------- | ---- | ----------- | --------------- | ---------- | ------ | ------------------ |
| DNF     | 14 lutego | 2014 | Soczi       | Superkombinacja | 2:45,20    | -      | Sandro Viletta     |
| 28.     | 19 lutego | 2014 | Soczi       | Gigant          | 2:45,29    | +4,46  | Ted Ligety         |
| 12.     | 13 lutego | 2018 | Pjongczang  | Superkombinacja | 2:06,52    | +3,08  | Marcel Hirscher    |
| 13.     | 15 lutego | 2018 | Pjongczang  | Zjazd           | 1:40,25    | +1,61  | Aksel Lund Svindal |
| DNF     | 16 lutego | 2018 | Pjongczang  | Supergigant     | 1:24,44    | -      | Matthias Mayer     |

### Mistrzostwa świata
| Miejsce | Dzień     | Rok  | Miejscowość       | Konkurencja     | Czas zawodów | Strata | Zwycięzca          |
| ------- | --------- | ---- | ----------------- | --------------- | ------------ | ------ | ------------------ |
| 17.     | 5 lutego  | 2015 | Beaver Creek      | Supergigant     | 1:15,68      | +1,16  | Hannes Reichelt    |
| 20.     | 9 lutego  | 2017 | Sankt Moritz      | Supergigant     | 1:25,38      | +2,92  | Erik Guay          |
| 21.     | 12 lutego | 2017 | Sankt Moritz      | Zjazd           | 1:38,91      | +1,23  | Beat Feuz          |
| 3.      | 13 lutego | 2017 | Sankt Moritz      | Superkombinacja | 2:26,33      | +0,06  | Luca Aerni         |
| DNF     | 6 lutego  | 2019 | Åre               | Supergigant     | 1:24,20      | +0,58  | Dominik Paris      |
| 9.      | 9 lutego  | 2019 | Åre               | Zjazd           | 1:19,98      | +0,83  | Kjetil Jansrud     |
| 7.      | 11 lutego | 2019 | Åre               | Superkombinacja | 1:47,71      | +0,86  | Alexis Pinturault  |
| DNF     | 11 lutego | 2021 | Cortina d’Ampezzo | Supergigant     | 1:19,41      | -      | Vincent Kriechmayr |

### Mistrzostwa świata juniorów
| Miejsce | Dzień     | Rok  | Miejscowość | Konkurencja | Czas biegu | Strata     | Zwycięzca            |
| ------- | --------- | ---- | ----------- | ----------- | ---------- | ---------- | -------------------- |
| 6.      | 2 marca   | 2006 | Québec      | Zjazd       | 1:27,26    | +0,91      | Christopher Beckmann |
| 9.      | 4 marca   | 2006 | Québec      | Supergigant | 1:11,81    | +0,61      | Michael Sablatnik    |
| 17.     | 5 marca   | 2006 | Québec      | Slalom      | 1:32,98    | +3,05      | Mikkel Bjørge        |
| 13.     | 6 marca   | 2006 | Québec      | Gigant      | 2:20,50    | +2,31      | Stefan Guay          |
| 2.      | 6 marca   | 2006 | Québec      | Kombinacja  | 15,70 pkt  | +30,91 pkt | Romed Baumann        |
| 22.     | 6 marca   | 2007 | Altenmarkt  | Zjazd       | 1:38,41    | +2,54      | Beat Feuz            |
| 7.      | 8 marca   | 2007 | Altenmarkt  | Supergigant | 1:07,77    | +0,96      | Beat Feuz            |
| DNF1    | 9 marca   | 2007 | Altenmarkt  | Gigant      | 2:14,01    | -          | Marcel Hirscher      |
| 5.      | 10 marca  | 2007 | Altenmarkt  | Slalom      | 1:49,45    | +1,46      | Matic Skube          |
| 26.     | 26 lutego | 2008 | Formigal    | Zjazd       | 1:45,31    | +2,76      | Hagen Patscheider    |
| DNF1    | 27 lutego | 2008 | Formigal    | Slalom      | 1:29,68    | -          | Marcel Hirscher      |
| DNF     | 28 lutego | 2008 | Formigal    | Supergigant | 1:21,02    | -          | Andreas Sander       |
| DNF1    | 29 lutego | 2008 | Formigal    | Gigant      | 1:57,00    | -          | Marcel Hirscher      |

### Puchar Świata

#### Miejsca w klasyfikacji generalnej
- sezon 2013/2014: 77.
- sezon 2014/2015: 42.
- sezon 2016/2017: 33.
- sezon 2017/2018: 23.
- sezon 2018/2019: 7.
- sezon 2019/2020: 7.
- sezon 2020/2021: 22.

#### Miejsca na podium chronologicznie
| Nr  | Dzień        | Rok  | Miejscowość          | Konkurencja     | Czas biegu | Lok. | Strata | Zwycięzca               |
| --- | ------------ | ---- | -------------------- | --------------- | ---------- | ---- | ------ | ----------------------- |
| 1.  | 16 marca     | 2017 | Aspen                | supergigant     | 1:08,55    | 3.   | +0,33  | Hannes Reichelt         |
| 2.  | 25 listopada | 2018 | Lake Louise          | supergigant     | 1:33,73    | 3.   | +0,21  | Kjetil Jansrud          |
| 3.  | 30 listopada | 2018 | Beaver Creek         | zjazd           | 1:13,66    | 2.   | +0,07  | Beat Feuz               |
| 4.  | 1 grudnia    | 2018 | Beaver Creek         | supergigant     | 1:02,24    | 2.   | +0,33  | Max Franz               |
| 5.  | 14 marca     | 2019 | Soldeu               | supergigant     | 1:20,57    | 2.   | +0,15  | Dominik Paris           |
| 6.  | 1 grudnia    | 2019 | Lake Louise          | supergigant     | 1:31,89    | 3.   | +0,49  | Matthias Mayer          |
| 7.  | 13 lutego    | 2020 | Saalbach-Hinterglemm | zjazd           | 1:33,05    | 3.   | +0,09  | Thomas Dreßen           |
| 8.  | 14 lutego    | 2020 | Saalbach-Hinterglemm | supergigant     | 58,45      | 2.   | +0,15  | Aleksander Aamodt Kilde |
| 9.  | 29 lutego    | 2020 | Hinterstoder         | supergigant     | 1:33,13    | 2.   | +0,05  | Vincent Kriechmayr      |
| 10. | 1 marca      | 2020 | Hinterstoder         | superkombinacja | 2:05,89    | 2.   | +0,99  | Alexis Pinturault       |
| 11. | 12 grudnia   | 2020 | Val d’Isère          | supergigant     | 1:01,34    | 1.   | –      | –                       |
| 12. | 18 grudnia   | 2020 | Val Gardena          | supergigant     | 1:26,41    | 2.   | +0,12  | Aleksander Aamodt Kilde |